# Boks na Igrzyskach Wspólnoty Narodów 2014
Boks na Igrzyskach Wspólnoty Narodów 2014 rozegrane zostały w dniach 25 lipca — 2 sierpnia 2014 roku w Scottish Exhibition and Conference Centre w Glasgow, które było organizatorem tych igrzysk. Była to dwudziesta edycja zawodów bokserskich w historii igrzysk. Przeprowadzono zawody w 13 kategoriach wagowych. W klasyfikacji medalowej zwyciężyła reprezentacja Anglii. Pierwszy raz przeprowadzono zawody bokserskie kobiet.

## Mężczyźni
| Konkurencja:                                | Złoto            | Srebro            | Brąz                             |
| Waga papierowa (do 49 kg) (szczegóły)       | Paddy Barnes     | Devendro Laishram | Ashley Williams Fazil Kaggwa     |
| Waga musza (do 52 kg) (szczegóły)           | Andrew Moloney   | Muhammad Waseem   | Abdul Omar Reece McFadden        |
| Waga kogucia (do 56 kg) (szczegóły)         | Michael Conlan   | Qais Ashfaq       | Sean McGoldrick Benson Gicharu   |
| Waga lekka (do 60 kg) (szczegóły)           | Charlie Flynn    | Joe Fitzpatrick   | Joseph Cordina Michael Alexander |
| Waga lekkopółśrednia (do 64 kg) (szczegóły) | Josh Taylor      | Junias Jonas      | Samuel Maxwell Sean Duffy        |
| Waga półśrednia (do 69 kg) (szczegóły)      | Scott Fitzgerald | Mandeep Jangra    | Tulani Mbenge Steven Donnelly    |
| Waga średnia (do 75 kg) (szczegóły)         | Antony Fowler    | Vijender Singh    | Connor Coyle Benny Muziyo        |
| Waga półciężka (do 81 kg) (szczegóły)       | David Nyika      | Kennedy St Pierre | Nathan Thorley Sean McGlinchy    |
| Waga ciężka (do 91 kg) (szczegóły)          | Samir El-Mais    | David Light       | Efetobor Apochi Stephen Lavelle  |
| Waga superciężka (+ 91 kg) (szczegóły)      | Joe Joyce        | Joseph Goodall    | Mike Sekabembe Efe Ajagba        |

## Kobiety
| Konkurencja:                        | Złoto             | Srebro         | Brąz                                 |
| Waga musza (do 51 kg) (szczegóły)   | Nicola Adams      | Michaela Walsh | Pinki Rani Mandy Bujold              |
| Waga lekka (do 60 kg) (szczegóły)   | Shelley Watts     | Laishram Devi  | Alanna Audley-Murphy Maria Machongua |
| Waga średnia (do 75 kg) (szczegóły) | Savannah Marshall | Ariane Fortin  | Lauren Price Edith Ogoke             |

## Klasyfikacja medalowa
| Miejsce | Państwo           | Złoto | Srebro | Brąz | Razem |
| ------- | ----------------- | ----- | ------ | ---- | ----- |
| 1.      | Anglia            | 5     | 1      | 1    | 7     |
| 2.      | Irlandia Północna | 2     | 2      | 5    | 9     |
| 3.      | Australia         | 2     | 1      | 0    | 3     |
| 4.      | Szkocja           | 2     | 0      | 2    | 4     |
| 5.      | Kanada            | 1     | 1      | 1    | 3     |
| 6.      | Nowa Zelandia     | 1     | 1      | 0    | 2     |
| 7.      | Indie             | 0     | 1      | 4    | 5     |
| 8.      | Mauritius         | 0     | 1      | 0    | 1     |
| 8.      | Namibia           | 0     | 1      | 0    | 1     |
| 8.      | Pakistan          | 0     | 1      | 0    | 1     |
| 11.     | Walia             | 0     | 0      | 5    | 5     |
| 12.     | Nigeria           | 0     | 0      | 3    | 3     |
| 13.     | Uganda            | 0     | 0      | 2    | 2     |
| 14.     | Ghana             | 0     | 0      | 1    | 1     |
| 14.     | Kenia             | 0     | 0      | 1    | 1     |
| 14.     | Mozambik          | 0     | 0      | 1    | 1     |
| 14.     | Południowa Afryka | 0     | 0      | 1    | 1     |
| 14.     | Trynidad i Tobago | 0     | 0      | 1    | 1     |
| 14.     | Zambia            | 0     | 0      | 1    | 1     |
| Razem   | Razem             | 13    | 13     | 26   | 52    |